# Eleutherococcus cuspidatus
Eleutherococcus cuspidatus är en araliaväxtart som först beskrevs av G.Hoo, och fick sitt nu gällande namn av Hiroyoshi Ohashi. Eleutherococcus cuspidatus ingår i släktet Eleutherococcus och familjen Araliaceae. Inga underarter finns listade.